# Smalnästing
Smalnästing (Pseudovalsa lanciformis) är en svampart som först beskrevs av Elias Fries, och fick sitt nu gällande namn av Ces. & De Not. 1863. Smalnästing ingår i släktet Pseudovalsa och familjen Pseudovalsaceae.  Arten är reproducerande i Sverige. Inga underarter finns listade i Catalogue of Life.